# Fuád Mebazá
Fuád Mebazá (arabsky فؤاد المبزع, 16. června 1933 – 23. dubna 2025) byl tuniský politik, který byl od 15. ledna 2011 do 13. prosince 2011 úřadujícím prezidentem Tuniska. Dříve působil jako ministr mládeže a tělovýchovy, ministr zdravotnictví, ministr kultury a informací. Od roku 1997 zastává funkci předsedy Poslanecké sněmovny tuniského parlamentu. Vystudoval práva a ekonomii v Paříži.
Po protestech, po kterých odstoupil a odletěl ze země prezident Zín Abidín bin Alí, byl prohlášen Ústavním soudem Tuniska úřadujícím prezidentem země.